# Trisha Brown
Trisha Brown (* 25. November 1936 in Aberdeen, Washington; † 18. März 2017 in San Antonio, Texas) war eine amerikanische Choreografin und Tänzerin.

## Leben
Trisha Brown studierte Tanz am kalifornischen Mills College, einem renommierten Frauencollege; sie schloss ihr Studium 1958 mit dem B.A. ab. Brown nahm mehrmals am American Dance Festival teil, welches damals jeden Sommer für sechs Wochen am Connecticut College stattfand. Dort studierte sie bei Louis Horst.
1961 zog Trisha Brown nach New York City, wo sie mit der Tänzerin Anna Halprin probte und 1962 Gründungsmitglied des Avantgarde-Ensembles Judson Dance Theater wurde. In diesem Ensemble arbeitete sie zusammen mit den Tänzern Steve Paxton und Yvonne Rainer. 1970 gründete sie die Trisha Brown Company, welche bald als eine der führenden Ensembles für modernen Tanz angesehen wurde. 2007 nahm sie mit einer Arbeit an der documenta 12 teil.
Browns Stil, der sich in den von ihr choreographierten Arbeiten ausdrückt, basiert auf einer Vertiefung und Verfeinerung alltäglicher Bewegungen. Aus sorgfältig ausgeführten repetitiven Gesten entsteht ein virtuoser Gesamteindruck.

## Ehrungen und Auszeichnungen
- 1988: Verleihung des Ordre des Arts et des Lettres in der Stufe Chevalier, später auch Verleihung der höheren Stufen Officier (2000) und Commandeur (2004).
- 1991: Genius Grant der MacArthur Foundation
- 1997: Ehrenmitglied der American Academy of Arts and Letters[2]
- 2000: Verleihung des Ehrentitels Doctor of Fine Arts (D.F.A.) durch das Bates College
- 2003: Verleihung der National Medal of Arts, der höchsten staatlichen Auszeichnung für einzelne Künstler in den USA
- 2005: Benois de la Danse Preis für ihr Lebenswerk
- 2009: Mitglied der American Academy of Arts and Sciences
- 2011: Sonderpreis zum Roswitha Haftmann-Preis
- 2013: erste Preisträgerin des Robert Rauschenberg Awards der Foundation for Contemporary Arts, New York

## Werk (Auswahl)
- Accumulation (1971)
- Walking on the Wall (1971) and Roof Piece (1973)
- Group Primary Accumulation (1973)
- Glacial Decoy (1979)
- Set and Reset (1983)
- Lateral Pass (1985)[3]
- Astral Convertible (1989)
- M.O. (1995)
- Orfeo (1998)
- Winterreise (2002)
- O Zlozony/O Composite (2004)
- Floor of the Forest (2007)
- Untitled (2007)
- Hippolyte et Aricie (Ausschnitte) und Pigmalion, basierend jeweils auf Jean-Philippe Rameau, 2010 in Amsterdam

## Filmografie
- 1978: Water Motor (Kurzfilm, Darstellerin)
- 1998: L’orfeo, favola in musica (Fernsehfilm, Choreographie und Inspizientin)